# Martín Rejtman
Martín Rejtman est un réalisateur argentin, né en 1961 à Buenos Aires. Ses films minimalistes sont à l'origine du renouveau du cinéma argentin[Selon qui ?].

## Biographie
Il étudie le cinéma à la Escuela Panamericana de Arte de Buenos Aires puis à l'Université de New York.
Rapado, Condor d'argent du meilleur premier film, réalisé dès le début des années 1990 mais sorti seulement le 1er août 1996, est considéré avec Pizza, birra, faso comme l'acte fondateur du second Nouveau cinéma argentin.
Les films de Rejtman ont été sélectionnés notamment aux festivals de Locarno, de Toronto et de Nantes.

## Filmographie partielle
- 1996 : Rapado
- 1999 : Silvia Prieto
- 2003 : Les gants magiques (es) (Los guantes mágicos)
- 2006 : Copacabana (documentaire)
- 2014 : Dos disparos (en)
- 2023 : La práctica (es)